# Бак (Калиновик)
Бак је насељено мјесто у општини Калиновик, Република Српска, БиХ. Према попису становништва из 1991. у насељу је живјело 20 становника. По подацима пописа из 2013. године, мјесто Бак било је ненасељено.

## Географија
Ненасељено мјесто Бак налази се у југозападном дијелу Општине Калиновик, на граници са општинама Коњиц и Невесиње.

## Становништво
Према попису становништва из 1991. године, мјесто је имало 20 становника.
| Националност | 1991. |
| Срби         | 20    |
| Укупно       |       |

| Демографија | Демографија | Демографија |
| Година      | Становника  | Становника  |
| ----------- | ----------- | ----------- |
| 1961.       | 82          |             |
| 1971.       | 70          |             |
| 1981.       | 51          |             |
| 1991.       | 20          |             |